# Кам'яна Гора (зупинний пункт)
Кам'яна́ Гора́ — пасажирська зупинна залізнична платформа Рівненської дирекції Львівської залізниці.
Розташована в селі Кам'яна Гора Костопільського району Рівненської області на лінії Рівне — Сарни між станціями Костопіль (9 км) та Любомирськ (3,5 км).
Станом на вересень 2017 р. на платформі зупиняються приміські поїзди.